# 440 a.C.

## Eventos
- 85a olimpíada; Crissão de Hímera vence o estádio pela terceira vez seguida; ele havia vencido em 448 e 444 a.C.[1]
- Lúcio Menênio Agripa Lanato e Próculo Gegânio Macerino, cônsules romanos.

### Ocidente
- Inicia-se a Revolta de Samos.